# ATP5G1
ATP5G1 (англ. ATP synthase, H+ transporting, mitochondrial Fo complex subunit C1 (subunit 9)) – білок, який кодується однойменним геном, розташованим у людей на короткому плечі 17-ї хромосоми. Довжина поліпептидного ланцюга білка становить 136 амінокислот, а молекулярна маса — 14 277.
| 10         |  | 20         |  | 30         |  | 40         |  | 50         |
| ---------- |  | ---------- |  | ---------- |  | ---------- |  | ---------- |
| MQTAGALFIS |  | PALIRCCTRG |  | LIRPVSASFL |  | NSPVNSSKQP |  | SYSNFPLQVA |
| RREFQTSVVS |  | RDIDTAAKFI |  | GAGAATVGVA |  | GSGAGIGTVF |  | GSLIIGYARN |
| PSLKQQLFSY |  | AILGFALSEA |  | MGLFCLMVAF |  | LILFAM     |  |            |

A: Аланін

C: Цистеїн

D: Аспарагінова кислота

E: Глутамінова кислота

F: Фенілаланін

G: Гліцин

I: Ізолейцин

K: Лізин

L: Лейцин

M: Метіонін

N: Аспарагін

P: Пролін

Q: Глутамін

R: Аргінін

S: Серин

T: Треонін

V: Валін

Задіяний у таких біологічних процесах, як транспорт іонів, транспорт, транспорт протонів. 
Білок має сайт для зв'язування з ліпідами. 
Локалізований у мембрані, мітохондрії.